# Perikatan Perempuan Indonesia
Perikatan Perempuan Indonesia (PPI), var en kvinnoorganisation i Indonesien (då Nederländska Ostindien), grundad 1928.
Den 22-25 december 1928 hölls den första kvinnokongressen i Yogjakarta, där trettio kvinnogrupper slutligen enade sig i paraplyorganisationen Perikatan Perempuan Indonesia (PPI, Indonesian Women Association) med tjugo avdelningar och sin egen tidning, Istri, något som betraktas som en viktig milstolpe inom den indonesiska kvinnorörelsen (den ändrade sitt namn till Persatuan Perkumpulan Istri Indonesia eller PPII (Federation of Indonesian Wives/Women's Association) på nästa kongress i Jakarta 1929).
Kvinnorörelsen hamnade i inre splittring i frågan kring polygami, där de religiösa delarna vägrade fördöma den diskriminerande sedvanan, men höll ändå samman enigheten tack vare att de var förenade mot kolonialismen, något som dominerade rörelsen trots att kvinnogrupperna utåt inte agiterade mot regeringen i den frågan. 
Under den japanska ockupationen (1942-1945) upplöstes alla kvinnogrupper och japanerna bildade istället den obligatoriska statliga kvinnoföreningen Fujinkai.